# Жизнь холостяка
«Жизнь холостяка», другое название «Баламу́тка» (фр. La Rabouilleuse) — роман французского писателя Оноре де Бальзака, опубликованный в 1842 году и являющийся частью «Сцен деревенской жизни» из цикла «Человеческая комедия».

## Сюжет
История двух братьев: старший Филипп Бридо — наполеоновский полковник, азартный рубака и игрок, младший Жозеф Бридо — талантливый живописец. Мать любит старшего и потакает ему во всем, однако это приводит к трагедии, и Филипп все дальше скатывается по наклонной.
Вторая половина романа посвящена рассказу о том, как в провинциальном Исудёне их дядюшку окрутила коварная красавица по прозвищу Баламутка. Наивный Жозеф и его мать, отправившиеся прояснить ситуацию с дядей и братом едва не гибнут от интриг красавца-капитана Макса, любовника Баламутки. А вот когда за дело берется Филипп, ситуация складывается совсем по-другому.
В романе показаны жестокие семейные раздоры из-за наследства. Бальзак нередко сочетал со своими легитимистскими предрассудками и симпатии к Наполеону и к людям, созданным наполеоновской Францией. В связи с этим «Жизнь холостяка» приобретает особенный интерес. Филипп Бридо, бессердечный и наглый хищник, — наиболее законченный образ наполеоновского офицера, созданный Бальзаком. Реализм Бальзака в этом романе до конца побеждает его симпатии к людям наполеоновской Франции.

## История публикации
Первая часть романа «Жизнь холостяка» («Un ménage de garçon en province») была первоначально опубликована под заглавием «Два брата» в газете «Ла пресс» в феврале-марте 1841 года; вторая часть под заглавием «Жизнь холостяка» — там же в октябре-ноябре 1842 года.
Затем эти две части были объединены и вышли в 1843 году отдельным изданием под общим заглавием «Два брата»: в том же году роман был включен в «Сцены провинциальной жизни» «Человеческой комедии», но уже под заглавием «Жизнь холостяка».
В указаниях для второго издания «Человеческой комедии», так и не осуществившегося при его жизни, Бальзак дал своему роману новое заглавие — «Баламутка» («La rabouilleuse»).

## В России
Издавался и инсценировался:
- Житие холостяка в провинции. СПб., 1843.
- Жизнь холостяка. Пер., примеч. и лит. коммент. К. Г. Локса. М., Гослитиздат, 1938. 254 с. (Бальзак О. Собр. соч. Под общ. ред. А. В, Луначарского и Е. Ф. Корша. Т. 6).
- Жизнь холостяка. Пер. К. Локса.-- В кн.: Бальзак О. Собр. соч. В 15-ти т. Т. 5. Человеческая комедия. Сцены провинциальной жизни. [Пер. под ред. В. А. Дынник]. М., 1952, с. 348—633.
- Жизнь холостяка. Пер. К. Локса.-- В кн.: Бальзак О. Собр. соч. В 24-х т. Т. 7. Человеческая комедия. Этюды о нравах. Сцены провинциальной жизни. [Ред. И. А. Лилеева]. М., 1960, с. 150—442,

Инсценировки:
- Полковник Бридо. Пьеса в 4-х д. Э. Фабра. Пер. В. Л. Бинштока. М., Театр. б-ка М. А. Соколовой, [1904]. 146 с.
- Хищница. [Пьеса Э. Фабра]. Пер. Е. Танка. Л.-М., «Искусство», 1937. 110 с.
- Омут. [Пьеса Э. Фабра]. Пер. С. Бронского. М., «Искусство», 1938. 150 с. Напеч. на стеклографе.
- Омут. [Хищница]. Пьеса в 4-х д. Инсценировка Э. Фабра. Пер. С. Бронского. М., ВУОАП, 1948. 116 с. Машинопись.
- Омут. [Хищница]. Пьеса в 4-х д. Э. Фабра. [По роману О. Бальзака «Жизнь холостяка»]. Пер. Е. Гунста и О. Моисеенко. М., ВУОАП, 1954. 112 с. Напеч. на стеклографе.
- Наследство дядюшки Руже. Пьеса в 4-х д. Э. Фабра. По роману Бальзака «Жизнь холостяка». Пер. М. Замаховской и Р. Левкоевой. М., ВУОАП, 1954. 108 с. Напеч. на стеклографе.
- Семейство холостяка. Пьеса в 4-х д. Э. Фабра по роману О. Бальзака. Пер. С. Бронского. М., ВУОАП, 1957.